# Canto l'amore (Salvatore Adamo)
Canto L'Amore un album in italiano del cantante italo-belga Salvatore Adamo, pubblicato nell'estate del 1996. Quest'album è prodotto dal casa discografica Italiana Fonotil.

## Brani
1. Alla Grande
2. Com'eró Vecchio
3. Sei Ancora Di Più
4. Brutta Notte
5. Cantero
6. Mare
7. Vikinga (raramente Vichinga)
8. Matilda
9. Intorno A' Te C'è Musica
10. Solo
11. Libertà
12. Lontano